# 히포포타무스 고르곱스
히포포타무스 고르곱스 또는 고르곱스하마(학명: Hippopotamus gorgops)는 하마의 멸종된 종이다. 이 하마는 플리오세 중기에 북아프리카, 동아프리카, 레반트 지역에 서식했다. 가장 큰 하마 중에 하나였으며, 플라이스토세 초기에 나타나 플라이스토세 중기 초반에 사라졌다.

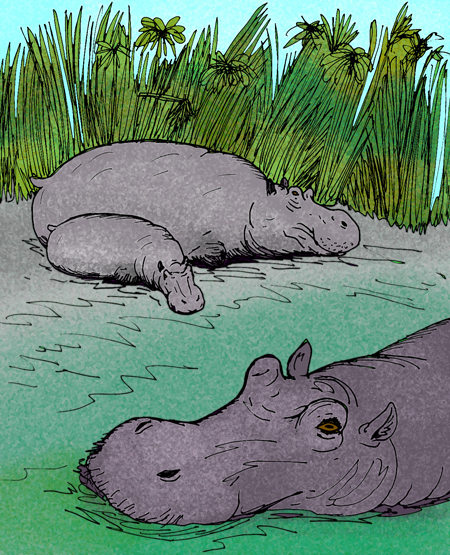
고르곱스하마의 모습

## 분류
고르곱스하마는 1928년 독일의 과학자 빌헬름 오토 디트리히(Wilhelm Otto Dietrich)이 기재하였다. 유럽의 유럽하마와 매우 가까우며 선조격에 해당한다.

## 분포
고르곱스하마는 전역에서 발견된 플라이스토세 초기의 흔적이 최초이며, 플라이스토세 초기 후반~플라이스토세 중세 초반 동안 생존하였다. 약 190만 년~180만 년 전 사이 북아프리카로 흩어졌다. 다른 하마속 동물들처럼 오늘날의 에리트레아에 해당하는 약 100만 년 전의 부야 산지에 화석이 풍부하다. 베헤모스하마(H. behemoth)와 함께 고르곱스하마에 해당되는 뼈들은 약 160만 년 전 이스라엘의 우베이디야 산지에서 발견된 것인데, 일부 저자들에 따르면 베헤모스하마가 비슷한 모습을 가진 것으로 미루어 보아, 고르곱스하마의 학명이명인 것으로 보았다.

## 특징

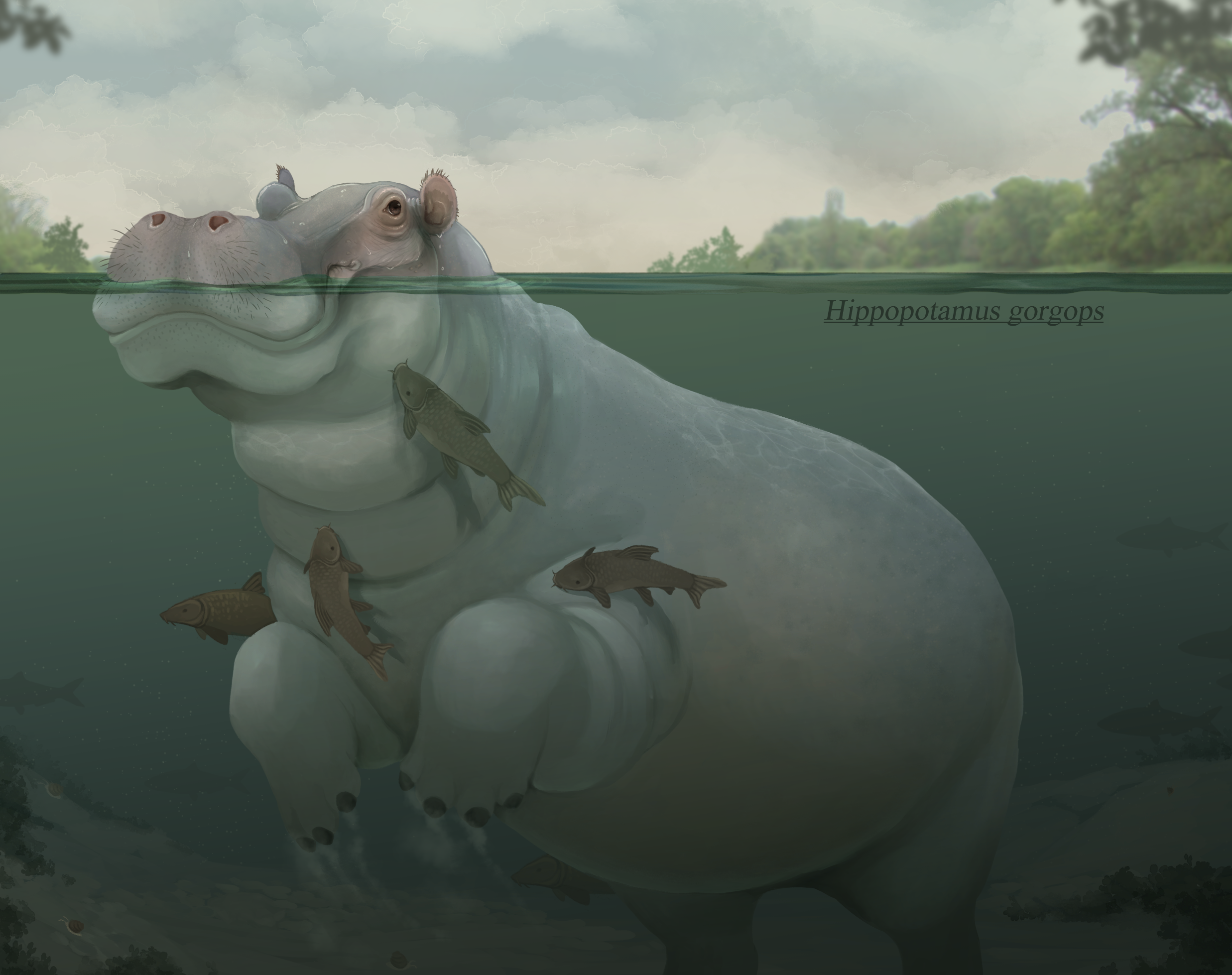
튀어나온 안와를 묘사한 복원도

고르곱스하마는 현생의 하마보다 크며 무게 4,000kg(8,800lb)이다. 현생 하마와 구별이 되는 또 다른 특징은 눈의 위치이다. 현생 하마는 두개골의 천정에 눈이 있지만, 고르곱스하마의 경우 두개골 위로 튀어나온 눈동자 모양의 안와를 가지고 있는데, 이는 이 동물이 수중에서 주변을 더 쉽게 볼 수 있게 해주는 역할을 한다.
현생 하마는 안와와 후개구가 측두와보다 더 짧으며 두개골의 나머지 부분 위로 더 높이 솟아있지만, 고르곱스하마는 그에 비해 두 안와 사이가 거리가 있는 편이고 후두는 더 짧다. 측두근의 좀 더 앞부분에 부착하는 것을 의미했을 것이다. 목덜미 및 시상능 또한 부분적으로 높으며 구개는 길다. 이빨은 운두가 높다.(高齒) 부야에서 발견된 (태어난 지 7년 된) 어린 개체의 두개골 화석은 두개골 해부 구조의 독특한 요소가 개체 발생 초기에 발달했음을 보여준다. 고르곱스하마의 생활상은 하마와 매우 닮았을 것이다.

## 생태
투르카나호 분지으로부터 화석표본의 동위원소 분석은 C4 식물을 매우 많이 섭취했음을 시사한다. 탄자니아의 올두바이 협곡에서 나온 표본의 경우, 치아 마모는 (연한 잎과 풀 모두 해당되는) 혼합 먹이 위주로 섭취한 반면, 중마모는 주로 뜯어먹는 먹이 위주로 섭취했음을 시사한다. 높이 솟은 안와는 하마보다 좀 더 수상생활에 적합했음을 보여주었지만, 강건한 다리는 하마처럼 지상에서 효율적으로 움직일 수 있었음을 가리킨다.

## 사람과의 관계
플라이스토세 초기 아프리카 전역에서 발견된 화석 중 절단되거나 골절된 흔적이 남아 있는 화석은 고르곱스하마가고대 인류에 의해 사냥당했음을 가리킨다. 약 180만 년 전으로 추정되는 알제리의 엘-케르바, 약 176만 년 전으로 추정되는 케냐의 킬롬베 칼데라, 약 1만 년 전으로 추정되는 플라이스토세 후기의 에리트레아의 부이아 발굴지가 여기에 해당된다. 이 발굴지에서는 종종 올도완 문화의 도구에 해당한다. 킬롬베와 부이아에서 고르곱스하마를 사냥했거나 사체를 이용했는지는 분명하지 않다. 건강한 성체가 사냥당했을 가능성은 낮다. 오히려 현생 하마와 마찬가지로 사람들도 위험했을 가능성이 높다.
약 150만 년 전으로 거슬러 올라가는 탄자니아의 올두바이 협곡에 있는 T69 콤플렉스에서 고대 인류는 뼈 도구를 만들기 위해 레키코끼리의 뼈와 함께 아슐 문화의 석기를 사용하여 망치로 쳤다. 2025년 기준으로 이 도구들은 현재 가장 오래된 것으로 알려진 뼈 도구이다.